# Gipperath
Gipperath est une municipalité allemande située dans le land de Rhénanie-Palatinat et l'arrondissement de Bernkastel-Wittlich.

## Jumelages
- Beuvillers (Calvados) (France)